# Air Freight NZ
Air Freight NZ war eine neuseeländische Frachtfluggesellschaft mit Sitz in Palmerston North und Basis auf dem Flughafen Auckland. Die Muttergesellschaft Freightways ersetzte das Frachtservice Air Freight NZ durch ein joint-venture mit Airwork.

## Flugziele
Air Freight NZ bietet regionale Charter- und Frachtflüge an.

## Flotte

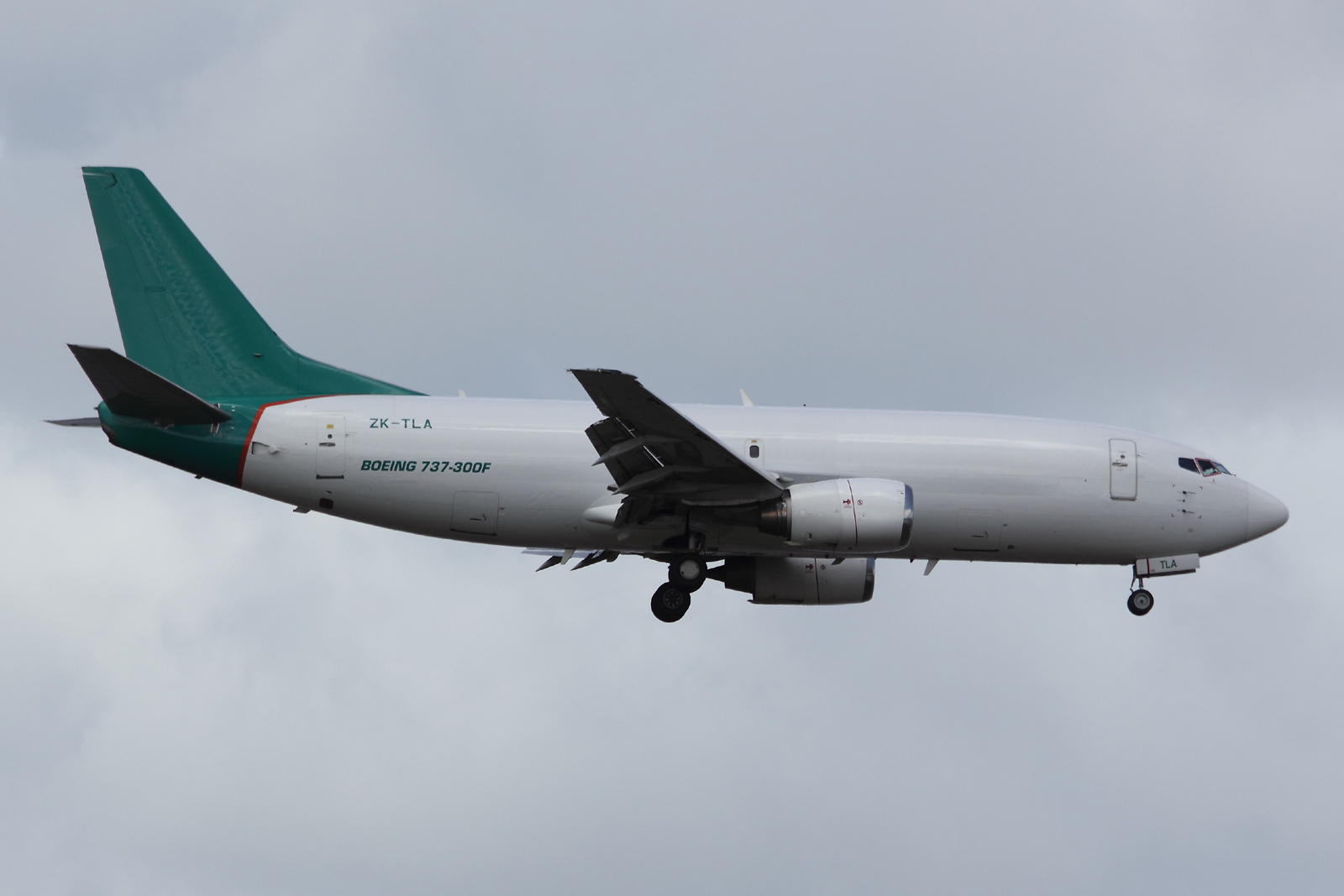
Boeing 737-300 der Air Freight NZ

Die Flotte der Air Freight NZ bestand aus sechs Frachtflugzeugen:
| Flugzeugtyp      | Anzahl | bestellt | Anmerkungen               |
| ---------------- | ------ | -------- | ------------------------- |
| BAe Jetstream 31 | 1      |          | betrieben durch Originair |
| Boeing 737-300   | 1      |          | betrieben durch Airwork   |
| Convair CV-580F  | 4      |          |                           |
| Gesamt           | 6      | –        |                           |

Darüber hinaus setzte Air Freight NZ in der Vergangenheit unter anderem Convair CV-5800 und Douglas C-47B ein.

## Zwischenfälle
Die Air Freight NZ verzeichnete in ihrer Geschichte zwei Zwischenfälle mit Todesfolgen:
- Am 31. Juli 1989 verunglückte eine Convair CV-580 (Luftfahrzeugkennzeichen ZK-FTB) beim Start am Flughafen Auckland. Der Künstliche Horizont des Ersten Offiziers war defekt, trotzdem und entgegen den Richtlinien blieb das Flugzeug im Dienst. An Bord befanden sich zwei neue Erste Offiziere in Ausbildung und ein Kapitän. Das Flugzeug stieg nach dem Start bis auf 400 Fuß und sank dann wieder ab, um stürzte 387 Meter nach dem Ende der Landebahn in den Manukau Harbour (siehe auch Air-Freight-NZ-Flug 1).[7]

- Am 3. Oktober 2003 kam es an einer Frachtmaschine vom Typ Convair CV-580 ZK-KFU der Air Freight NZ auf dem Flug von Christchurch nach Palmerston North beim Durchfliegen einer Zone mit extremen Vereisungsbedingungen aufgrund starker Eisbildung einen Strömungsabriss und stürzte bei Kapiti Coast in die Tasmanische See. Bei dem Absturz wurden die strukturellen Belastungsgrenzen der Maschine überschritten, sodass diese noch in der Luft auseinanderbrach. Die beiden an Bord befindlichen Piloten starben (siehe auch Air-Freight-NZ-Flug 642).